# Pleșești (gmina Podgoria)
Pleșești – wieś w Rumunii, w okręgu Buzău, w gminie Podgoria. W 2011 roku liczyła 396 mieszkańców.